# Henrik Ager-Hanssen
Henrik Julius Ager-Hanssen (Stavanger, 21 de julio de 1930 – Stavanger, 19 de noviembre de 2004) fue un físico nuclear y empresario noruego. Pasó su carrera en el sector de la energía nuclear de 1956 a 1975, y luego en la compañía petrolera Statoil de 1976 a 1998.

## Carrera
Nació en Stavanger, y después de su educación en la Universidad de Oslo, Universidad de Lovaina y Universidad de Nueva York, obtuvo el título de Máster en Ingeniería Nuclear. Enseñó tecnología de energía nuclear en la Universidad de Nueva York de 1956 a 1957, y luego pasó muchos años como investigador, líder de investigación y director en el Instituto de Tecnología Energética. Pasó sus últimos cuatro años en energía nuclear como director ejecutivo de Scandpower de 1971 a 1975.
En 1976, Ager-Hanssen fue contratado como vicepresidente de la compañía petrolera Statoil, con sede en su ciudad natal, Stavanger. Se informó que fue reclutado por Finn Lied. En 1988, sirvió brevemente como director ejecutivo interino, tras la jubilación de Arve Johnsen. Desde el otoño de 1989, fue asesor especial en la empresa, con especial responsabilidad por su sucursal en Bruselas. En 1998 fundó su propia firma de consultoría, Ager Energy Management.
A nivel internacional, Ager-Hanssen presidió el Comité de Estudios Especiales y la Comisión de Energía para el Mundo del Mañana, ambas dentro del Consejo Mundial de la Energía. En 1994, fue nombrado en el Foro Consultivo sobre política ambiental de la Comisión Europea, a pesar de que Noruega no era miembro de la UE. Ha sido presidente de Norsk Helikopter, Stavanger Aftenblad, ONS, EnTech Invest, Kongsberg Våpenfabrikk, el Instituto de Tecnología Energética, el Centro para la Investigación Climática y Ambiental Internacional y Det Stavangerske Dampskibsselskab. Ha sido miembro de la junta de Det Norske Veritas, el Instituto Chr. Michelsen y Siemens Noruega.
Fue miembro electo de la Academia Noruega de Ciencias y Letras, la Academia Noruega de Ciencias Tecnológicas, la Academia Real Sueca de Ciencias de la Ingeniería y la Academia Nacional de Ingeniería.

## Vida personal
Se casó con Bjørg Ager-Hanssen en 1958 y tuvo dos hijos, Marianne y Christen Ager-Hanssen. Murió de cáncer en noviembre de 2004.